# Actinote nicylloides
Actinote nicylloides är en fjärilsart som beskrevs av Embrik Strand 1916. Actinote nicylloides ingår i släktet Actinote och familjen praktfjärilar. Inga underarter finns listade i Catalogue of Life.